# Mitsubishi Racing Lancer
La Mitsubishi Racing Lancer (nome in codice MRX09, Mitsubishi Rally X-Country), chiamata anche Mitsubishi Lancer 4WD Racing, è un buggy da competizione costruita dalla scuderia Giappo Mitsubishi secondo le norme del gruppo T1 (veicoli fuoristrada prototipi) dal 2008 al 2012 per partecipare a varie competizioni nell'ambito del rally raid, tra le quali il Rally Dakar e la coppa del mondo rally raid.
La Mitsubishi Racing Lancer è stata sviluppata da Mitsubishi Motors per poter competere nella Dakar 2009, secondo le regole del Gruppo T1 della FIA. La vettura ha un telaio in tubolare d'acciaio con carrozzeria in fibra di carbonio, ma ha differenza delle precedenti auto da rally raid Mitsubishi, la carrozzeria della Racing Lancer si rifà a quella della Mitsubishi Lancer Sportback invece che alla Mitsubishi Pajero.
Al Rally Dakar 2009 con alla guida il pilota spagnolo Nani Roma, ottenne un 10º posto.
L'anno seguente alla Rally Dakar 2010, tre vetture presero il via, con Carlos Sousa che si piazzò 6° e le altre due di Orlando Terranova
9° e Guilherme Spinelli 10°.